# La Première Étoile (film)
Pour les articles homonymes, voir La Première Étoile.
Série
La Deuxième Étoile
(2017)
Pour plus de détails, voir Fiche technique et Distribution.
La Première Étoile est un film français réalisé par Lucien Jean-Baptiste, sorti en 2009.

## Synopsis
Jean-Gabriel Élisabeth, d'origine antillaise, marié à une métropolitaine et père de trois enfants, vit à Créteil de petits boulots et passe son temps au bar PMU du coin. Un jour, pour faire plaisir à sa fille, il promet un peu vite à toute la famille de les emmener en vacances au ski. Seul problème : cette fois-ci, s'il ne tient pas sa promesse, sa femme le quitte. Il va devoir faire preuve d'une imagination sans limites pour y parvenir puis affronter un milieu alpin qui lui est peu familier.
Heureusement, il peut compter sur l'aide de sa mère, une énergique et truculente Antillaise.
Le film, en partie autobiographique, montre avec tendresse la découverte de la montagne (station des Gets en Haute-Savoie) et de ses usages par des néophytes.

## Fiche technique
- Titre original : La Première Étoile
- Titre anglais international : Meet the Elisabethz
- Réalisation : Lucien Jean-Baptiste
- Scénario : Marie-Castille Mention-Schaar et Lucien Jean-Baptiste
- Photographie : Myriam Vinocour
- Montage : Hugues Darmois
- Décors : Herald Najar
- Costumes : Laurence Benoit
- Cascades : Patrick Ronchin, Jean-Claude Lagniez et Sébastien Lagniez
- Musique : Erwann Kermorvant
- Supervision musicale : Élise Luguern
- Production : Pierre Kubel et Marie-Castille Mention-Schaar
- Co-production : Serge Hayat
- Sociétés de production : Vendredi Film, France 2 Cinéma, Rhône-Alpes Cinéma, Mars Films
  - Soutien à la production : Canal+, CinéCinéma, ACSE, Fonds Images pour la Diversité, Procirep, Angoa-Agicoa, Cinémage 3, La Banque Postale Image
- Société de postproduction : Laboratoires Éclair
- Sociétés de distribution : Mars Distribution (France et étranger), KOOL Filmdistribution (Allemagne), Frenetic Films (de) (Suisse) et Nomad film distribution (Italie)
- Pays d'origines :  France
- Langue originale : français
- Genre : comédie
- Durée : 90 minutes
- Budget : 3.87M€[2]
- Format : couleur - 1.85:1 - Kodak - : Dolby Digital
- Dates de sortie : 
  - France : 22 janvier 2009 (Festival de l'Alpe d'Huez) ; 25 mars 2009 (sortie nationale)

## Distribution
- Firmine Richard : Marie-Thérèse Louis-Joseph dite « Bonne Maman »
- Lucien Jean-Baptiste : Jean-Gabriel Élisabeth
- Anne Consigny : Suzy Élisabeth, la femme de Jean-Gabriel
- Jimmy Woha-Woha : Yann Élisabeth, le fils aîné
- Ludovic François : Ludovic Élisabeth, le fils cadet
- Loreyna Colombo : Manon Élisabeth, la fille
- Bernadette Lafont : Suzanne Morgeot, la propriétaire du chalet
- Michel Jonasz : Maurice Morgeot, le propriétaire du chalet
- Gilles Benizio :  technicien tire-fesses / garagiste / animateur du concours
- Àstrid Bergès-Frisbey : Juliette, nouvelle amie de Yann
- Jacques Frantz : René
- Édouard Montoute : Jojo, ami de Jean-Gabriel fan de voitures
- Cyril Couton : le manager du supermarché
- Marie Parouty : amie de Suzy
- Yanig Samot : joueur au PMU à Créteil
- Monique Mauclair : Madame Marie
- Clémence Lassalas : Sophie
- Baldo Gueye : Luc
- Denis Maréchal : Ahmed
- Marie-Thérèse Joseph : copine de « Bonne Maman » #1
- Marie Mergey : copine de « Bonne Maman » #2
- Joby Valente : copine de « Bonne Maman » #3
- Maïmouna Gueye : coiffeuse
- Marie-Sohna Condé : cliente du salon de coiffure #1
- Mata Gabin : cliente du salon de coiffure #2
- Mylène Wagram : cliente du salon de coiffure #3
- Bilal Ena : petit garçon vélo
- Isaac Sharry : gérant du magasin de ski
- Julien Bouanich : copain raciste de Juliette
- Nicolas Guillot : moniteur ESF
- Grégoire Bonnet : barman de « Les Gets »
- Eric Bougnon : client de « Les Gets »
- Manuel Le Lièvre : gendarme
- Youssef Hajdi : un roumain laveur de vitres
- Audrey Pulvar : elle-même (apparition avant le générique de fin)

## Production

### Tournage
Lieux de tournage :
- À la ville : Créteil, Alfortville, Fontenay Sous Bois, Gometz-la-Ville
- À la montagne : Les Gets (Haute-Savoie)[3]

### Musique
Sauf indication contraire ou complémentaire, les informations mentionnées dans cette section proviennent du générique de fin de l'œuvre audiovisuelle présentée ici.
- La Divinité par La Perfecta (générique de début ; générique de fin).
- La Montagne par Ondine Savignac (chantée par Manon).

## Accueil

### Box-office
Du 25 mars au 26 mai 2009, le film fait 1 647 563 entrées en France. En Europe, le film cumule 1 736 371 entrées.

## Distinctions
- 12e Festival international du film de comédie de l'Alpe d'Huez : Grand Prix du Jury et Prix du Public[5]
- 35e cérémonie des César : nomination pour le César du meilleur premier film

## Analyse
- Le film offre une visibilité importante et alors peu usuelle à la minorité antillaise dans le cinéma métropolitain[1].
- Une référence est faite au film Bronzés font du ski dans une réplique au bistro en station de ski : « Le ski c'est pas pour les bronzés ... au ski »[6].

## Autour du film
- L'acteur américain Chris Rock envisage de faire un remake de ce film[7].

### Suite
- Fin 2015 est annoncé la mise en production de la suite à La Première Etoile, intitulée La Deuxième Étoile, toujours réalisée par Lucien Jean-Baptiste[8].